# Silvio Oddi

Wapen

Silvio Angelo Pio Oddi (Morfasso, 14 november 1910 - Cortemaggiore, 29 juni 2001) was een Italiaans geestelijke en kardinaal van de Katholieke Kerk.
Oddi bezocht het seminarie in Piacenza en studeerde vervolgens aan het Angelicum in Rome. Hij werd op 21 mei 1933 priester gewijd en studeerde vervolgens verder aan de Pauselijke Ecclesiastische Academie, de diplomatenopleiding van de Heilige Stoel. Hij trad na zijn afstuderen aldaar in diplomatieke dienst en werd als secretaris uitgezonden naar de apostolische delegatie in Perzië. Daar bleef hij tot 1936 in welk jaar hij werd overgeplaatst naar de delegatie voor Libanon en Syrië. In 1945 kreeg hij een aanstelling bij de delegatie in Egypte en in 1948 bij de nuntiatuur in Frankrijk. Hier was nuntius Angelo Roncalli, de latere paus Johannes XXIII, zijn directe baas. In 1951 werd hij regent van de nuntiatuur in Joegoslavië.
Paus Pius XII benoemde hem in maart 1953 tot titulair aartsbisschop van Messembria en tot apostolisch delegaat voor Jeruzalem, Palestina, Transjordanië en Cyprus. Hij ontving zijn bisschopswijding uithanden van Roncalli, die inmiddels was benoemd tot Patriarch van Venetië. In 1957 werd hij internuntius in opnieuw Egypte en in 1962 werd hij nuntius voor België en internuntius voor Luxemburg. Aartsbisschop Oddi nam deel aan het Tweede Vaticaans Concilie (1962-1965).
Paus Paulus VI creëerde hem kardinaal in het consistorie van 28 april 1969. Hij kreeg de Sant'Agata dei Goti als titeldiakonie. De paus stelde hem aan als delegaat voor de Patriarchale Sint-Franciscusbasiliek en als prelaat voor het heiligdom Loreto. Kardinaal Oddi nam deel aan zowel het eerste conclaaf als het tweede conclaaf van 1978, bij welke respectievelijk paus Johannes Paulus I en Johannes Paulus II werden gekozen. Paus Johannes Paulus II benoemde Oddi in 1979 tot prefect van de Congregatie voor de Clerus. In die hoedanigheid nam hij deel aan de Bijzondere Synode van de Bisschoppen van Nederland in 1980.
Oddi gold volgens kerkhistorici als Ton van Schaik en Peter Hebblethwaite als een bijzonder conservatief ingesteld geestelijke, wiens opvattingen dicht bij die van de aartsbisschop Marcel Lefebvre lagen.

## Bron
- (en)  Bijdrage over Oddi, met foto, in The Cardinals of the Holy Roman Church